# ダブルデア
『ダブルデア』（Double Dare）は、アメリカ合衆国で、かつて放送されていた、子供および家族向けのテレビゲーム番組である。子供が2人1組でチームを組み、司会者から出されるクイズや、障害物レースなどの各種アトラクションで相手チームと競い合い、賞金や賞品を獲得する内容で、オリジナルシリーズは1986年10月6日から放送を開始、その後、大人もチームに加えた「ファミリー・ダブルデア」などの変更を挟みながら1993年2月6日まで放送され、制作したニコロデオンにとって非常に成功した長寿番組となった。その後、2000年に「ダブルデア2000」、2018年にオリジナルシリーズのリメイク版「ダブルデア」が放送された。